# Amt Prölsdorf
Das Amt Prölsdorf war ein Amt des Hochstifts Würzburg.

## Geschichte
In Prölsdorf hatten vor allem das Hochstift Würzburg aber auch das Hochstift Bamberg und das Kloster Michelsberg Rechte. In einem Rezess von 1656 verzichtete Bamberg auf seine Rechte. Der Ort wurde Amtssitz eines Würzburger Amtes, dass noch die vollständig würzburgischen Orte Karbach, Schindelsee und Steinsdorf umfasste. Die rein würzburgischen Dörfer Ober- und Untersteinbach kamen 1687 vom Amt Zabelstein zum Amt Prölsdorf. Hinzu kam Spielhof und Wustviel mit gesonderter Geschichte.
Spielhof fiel nach dem Tod von Ortolph von Miltz zu Kleineibstadt als erledigtes Lehen an das Hochstift Würzburg zurück und wurde an Valentin von Münster weiterverliehen. Dieser verkaufte 1580 den ganzen Besitz mit 7 Mann auf dem Spielhof, 15 Mann in Karbach und drei Mann in Untersteinbach mit einer neu erbauten Mühle für 10.000 Gulden an Würzburg. Damit sollten die Erbansprüche der von Rosenau umgangen werden, die dagegen vor dem Reichskammergericht klagten. 1581 urteilte das Gericht gegen Würzburg, die von Rosenauschen Erben verkauften den Besitz an Erhard von Münster. Da dieser es versäumte, den Besitz rechtzeitig als Lehen zu empfangen, zog Würzburg ihn erneut als erledigtes Lehen ein. Auch dagegen klagte Münster vor dem Reichskammergericht, starb aber vor dem Urteil. Der Ort blieb daher würzburgisch. Am 19. März 1661 erhielt Adam Sigmund von Münster eine Entschädigung von 400 Gulden.
Wustviel war eine Ganerbschaft mit Würzburg als Oberdorfherr und dem Kloster Ebrach als Unterdorfherr. Das Verhältnis der Ganerben wurde mit einer Vereinbarung vom 11. Mai 1671 geregelt.
Die Statistik des Hochstiftes Würzburg von 1699 nennt 149 Untertanen in 8 Dörfern. Als jährliche Einnahmen des Hochstiftes aus dem Amt wurden abgeführt: Schatzung: 19 Reichstaler und 6 Batzen, Akzise und Ungeld: 57 fl und Rauchpfund: 155 Pfund.
1731 wurde auch Fürnbach zum Amt gezählt. Hochgerichtlich gehörten die Amtsorte zu benachbarten Centgerichten, überwiegend der Cent Donnersdorf.
Nach dem Übergang an Kurpfalz-Bayern 1802 wurde das Amt aufgehoben und die Orte dem Landgericht Burgebrach zugeordnet.

## Amtshaus

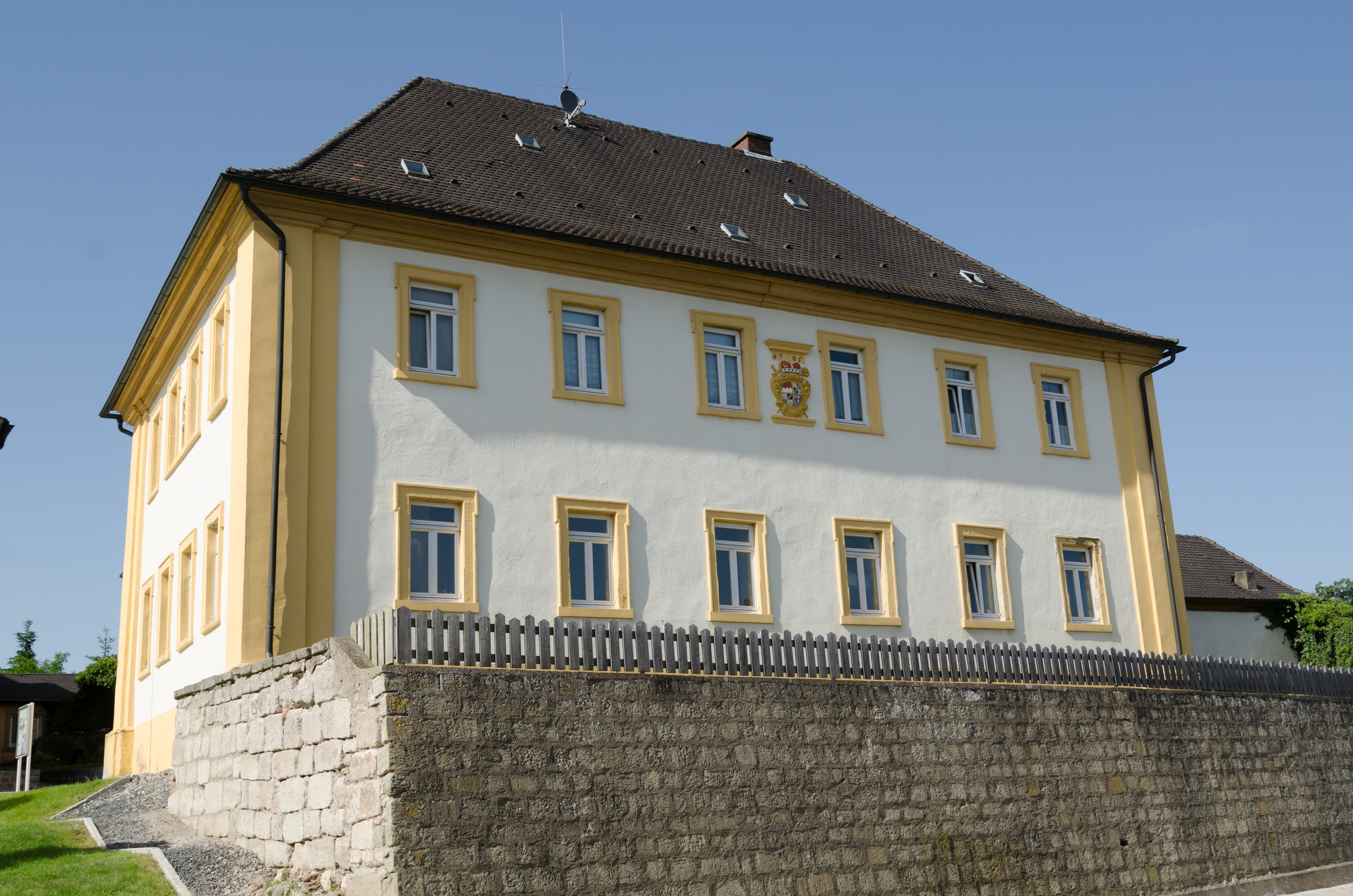
Amtshaus

Das ehemalige Amtshaus mit Adresse Am Landgericht 1 ist heute Pfarrhof. Der zweigeschossige Walmdachbau mit geohrten Rahmungen ist im barocken Stil errichtet und mit dem Baujahr „1705“ bezeichnet. Er steht als Baudenkmal unter Denkmalschutz.